# Erzdiözese Wien
Die Erzdiözese Wien (lateinisch Archidioecesis Viennensis sive Vindobonensis) ist eine römisch-katholische Erzdiözese im Nordosten Österreichs; sie umfasst Wien sowie die östliche Hälfte von Niederösterreich und ist Sitz der Kirchenprovinz Wien. Vom 14. September 1995 bis zum 22. Jänner 2025 wurde sie von Erzbischof Christoph Schönborn geleitet, der seit 1998 auch Kardinal ist.

## Geschichte

### Vorgeschichte
Ursprünglich unterstand das Territorium der heutigen Erzdiözese dem 739 gegründeten Bistum Passau, einige Pfarren im Süden Niederösterreichs gehörten zur Erzdiözese Salzburg. Die Bestrebungen von Leopold VI., Anfang des 13. Jahrhunderts eine eigene Diözese in Wien zu errichten, scheiterten an der Intervention des Passauer Bischofs.
Herzog Rudolf IV. begann, die Wiener Stephanskirche zu einem gotischen Dom auszubauen. 1358 errichtete er in der Allerheiligenkapelle in der Hofburg ein Kollegiatstift, welches 1365 an die Stephanskirche umsiedelte; 1469 wurde dieses Stift mit der Erhebung zum Bistum ein Domkapitel.

### Bistumsgründung

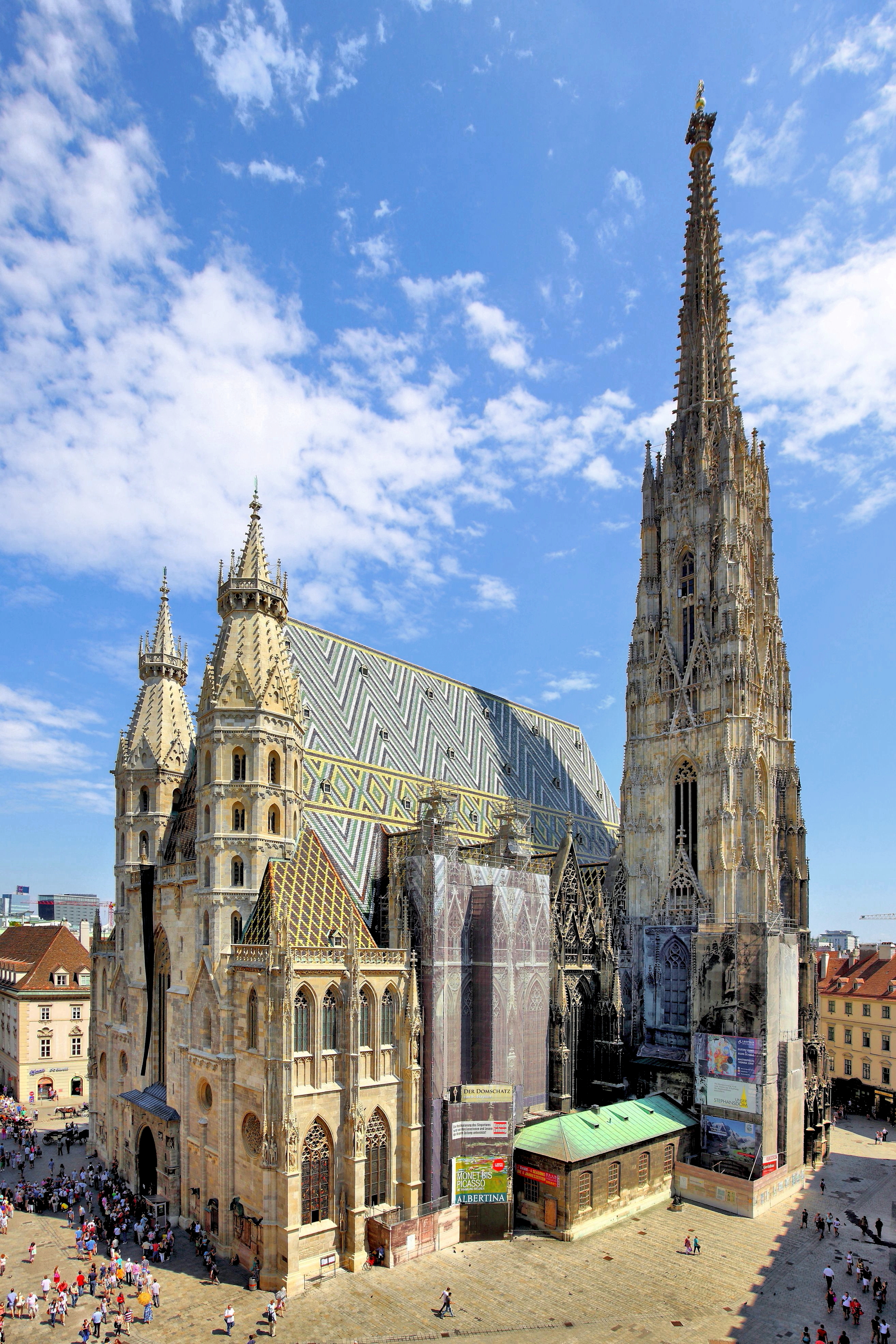
Stephansdom

Erst den Habsburgern unter Kaiser Friedrich III. gelang es 1469, von Papst Paul II. die Bulle In supremae dignitatis specula zu erwirken, die in Österreich die Bistümer Wien und Wiener Neustadt errichtete. In dieser Bulle wurde auch dem römischen Kaiser und seinen Nachfolgern das Recht gegeben, Bischöfe zu bestimmen, ein Recht, das der österreichische Kaiser bis 1918 ausübte.
Das Bistum umfasste nur das Stadtgebiet von Wien und reichte im Süden bis Mödling. Der erste Bischof Leo von Spaur hat sein Amt wahrscheinlich nie ausgeübt. Weil die Diözese als arm galt, wurde sie bis 1513 nur von Administratoren verwaltet. Erst Georg Slatkonia residierte tatsächlich in Wien.
In der Folgezeit wurde das kirchliche Leben durch die Erste Wiener Türkenbelagerung 1529 und die Ausbreitung des Protestantismus geschwächt. Vor allem der hl. Petrus Canisius (Administrator von 1554 bis 1555) und Kardinal Melchior Klesl (Bischof von 1598 bis 1630) förderten die Gegenreformation.
1631 verlieh Ferdinand II. an Bischof Anton Wolfradt und alle Nachfolger den Reichsfürstentitel, den sie bis 1918 als Fürst(erz)bischof von Wien führten.

### Erzdiözese
Unter dem Episkopat von Sigismund Graf von Kollonitz wurde Wien am 1. Juni 1722 durch Papst Innozenz XIII. mit der Bulle Suprema dispositione in den Rang einer Erzdiözese erhoben. Aber erst am 14. Februar 1723 wurde die Bulle nach Wien gebracht. Das Bistum Wiener Neustadt wurde als Suffraganbistum dem Erzbistum Wien unterstellt. Vom Bistum Passau kamen 1729 der Distrikt Unter dem Wienerwald (mit den Pfarren zwischen Wien und Wiener Neustadt) zur neuen Erzdiözese.
Kaiser Joseph II. zwang die Diözese Passau mit einem Vertrag vom 4. August 1784 zum Verzicht auf ihre Pfarren in Niederösterreich. Dadurch kamen unter Bischof Christoph Anton Graf Migazzi der Distrikt Unter dem Manhartsberg (mit den Pfarren nördlich von Wien), fünf Pfarren der Diözese Raab (Győr) in Ungarn und das 1785 aufgelöste Bistum Wiener Neustadt zum Diözesangebiet. Die neu gegründeten Diözesen Linz und St. Pölten wurden Wien als Suffraganbistümer unterstellt.
Am 2. September 1937 kamen die seit dem Vertrag von Saint-Germain in der Tschechoslowakei liegenden Pfarren um Feldsberg (tschechisch Valtice) zur Diözese Brünn.
Von 1922 bis 1949 waren die Erzbischöfe von Wien auch Apostolische Administratoren des Burgenlandes. Die im Jahr 1960 errichtete Diözese Eisenstadt wurde ebenfalls Suffraganbistum von Wien.
Metropolitankirche ist der Wiener Stephansdom, der dem Hl. Stephanus geweiht ist. Wohnsitz des Erzbischofs und Verwaltungssitz der Erzdiözese ist das dem Dom gegenüber liegende Erzbischöfliche Palais.

### Diözesaner Entwicklungsprozess APG2.1
Bis 2022 will die Erzdiözese Wien eine Ausrichtung der Pastoral auf „Mission und Jüngerschaft“ vollziehen und ihre Pfarrorganisation neu gestalten. Als Grund dafür gelten die veränderten gesellschaftlichen Rahmenbedingungen und die Anliegen des Zweiten Vatikanischen Konzils (z. B. gemeinsames Priestertum aller Getauften); auch die sinkende Anzahl an Katholiken, der zunehmende Mangel an Priestern und Ordensleuten sowie finanzieller Ressourcen erforderten neue Modelle von Gemeinde und Verantwortung in der Kirche.
Mit APG2.1 greift die Erzdiözese Bezüge zum Beginn des Christentums in der Apostelgeschichte auf: Gründungen von neuen christlichen Gemeinden sowie ein gemeinsames Ringen um die Zukunft im Apostelkonzil.
Im November 2015 wurden in der Erzdiözese Wien 140 Entwicklungsräume festgelegt. Sie wurden in den Jahren 2013 bis 2015 in intensiven, partizipativen Prozessen in den Dekanaten erarbeitet und mit dem jeweiligen Bischofsvikar abgestimmt.
Ein Entwicklungsraum hat als solcher keine verbindliche Rechtsform. Es handelt sich vielmehr um einen geographischen Raum, in dem Gemeinden verstärkt zusammenarbeiten. In der Folge können sie eine Rechtsform annehmen, wie etwa die eines „Seelsorgeraums“, eines „Pfarrverbands“ oder die Form einer Pfarre mit mehreren Gemeinden. Ziel ist, dass rund 80 % der Entwicklungsräume bis 2022 zumindest einen Pfarrverband mit Teilgemeinden bilden.

## Erzbischöfe
- Liste der Bischöfe und Erzbischöfe von Wien
- Liste der Weihbischöfe in Wien

## Gliederung
Sie ist in drei Vikariate unterteilt (Informationen über Dekanate und Pfarren finden sich unter folgenden Links):
- Vikariat Unter dem Manhartsberg (kurz: Vikariat Nord) umfasst den nordöstlichen Teil von Niederösterreich (Bischofsvikar Weihbischof Stephan Turnovszky)
- Vikariat Wien-Stadt umfasst die Stadt Wien (Bischofsvikar Dariusz Schutzki CR)
- Vikariat Unter dem Wienerwald (kurz: Vikariat Süd) umfasst den südöstlichen Teil von Niederösterreich (Bischofsvikar seit 22. Jänner 2023 Josef Grünwidl).

Als Suffraganbistümer unterstehen der Erzdiözese:
- Diözese Eisenstadt
- Diözese Linz
- Diözese St. Pölten

Der römisch-katholische Erzbischof von Wien ist auch Ordinarius der katholischen Ostkirchen in Österreich.

## Domkapitel

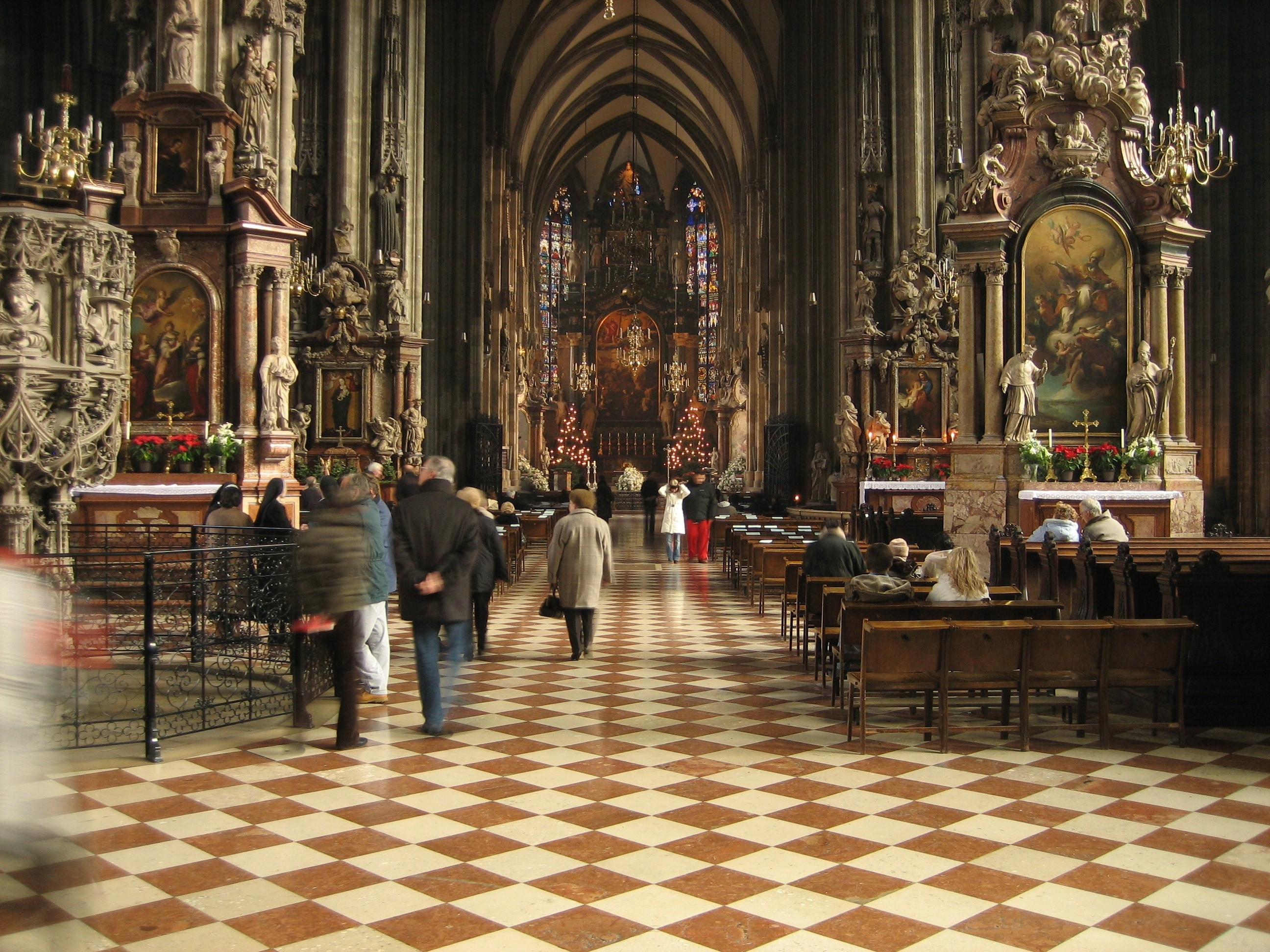
Stephansdom

Das Metropolitan- und Domkapitel zum Hl. Stephan ist eine Gemeinschaft von Priestern, gegebenenfalls auch Weihbischöfen der Erzdiözese Wien. Es ist eine öffentliche kollegiale kirchliche Rechtsperson nach kanonischem Recht und hat auch Rechtspersönlichkeit für den staatlichen Bereich als Körperschaft öffentlichen Rechts. Seine Grundlagen sind festgehalten in den vom Domkapitel selbst beschlossenen Statuten, die vom Erzbischof bestätigt wurden (zuletzt 2024). Aufgaben des Domkapitels sind einerseits die wirtschaftliche Verwaltung, die Personalverantwortung sowie die Sorge für die erforderlichen Maßnahmen zur baulichen Erhaltung und Restaurierung des Stefansdoms bis hin zur Wahrnehmung des Hausrechts, andererseits die Ausübung von Zustimmungs- und Anhörungsrechten als Konsultorenkollegium in wichtigen Angelegenheiten der Diözese, somit die Unterstützung des Erzbischofs. Das Domkapitel besteht derzeit aus folgenden Priestern:
- Dompropst und Domkustos Ernst Pucher
- Domdekan Rudolf Prokschi
- Bußkanoniker Dompfarrer Anton Faber
- Weihbischof Franz Scharl
- Weihbischof Stephan Turnovszky
- Franz Schuster
- Caritas-Direktor Michael Landau
- Generalvikar Nikolaus Krasa
- Richard Tatzreiter[9]
- Peter Schipka
- Markus Beranek
- Ordinariatskanzler Gerald Gruber

Ehrendomherren sind:
- Heinrich Hahn
- Amadeus Hörschläger OCist
- Willibald Steiner
- Josef Neubauer
- Dariusz Schutzki
- Rupert Stadler
- Diözesanadministrator Josef Grünwidl

Emeritierte Domkapitulare:
- Karl Hoffegger
- Walter Mick
- Josef Weismayer
- Karl Rühringer
- Matthias Roch
- Michael Wilhelm

## Persönlichkeiten
- Hl. Severin (* um 410; † 8. Jänner 482) Apostel Noricums
- Hl. Leopold (* 1073; † 15. November 1136) Markgraf, Landespatron von Niederösterreich, Oberösterreich und Wien
- Hl. Johannes Capistranus (* 24. Juni 1386; † 23. Oktober 1456) Prediger
- Hl. Petrus Canisius (* 8. Mai 1521, † 21. Dezember 1597) Diözesanadministrator von Wien 1554-1555
- Seliger Marco d’Aviano (* 1631; † 1699) Prediger, Kapuziner, „Retter Wiens“
- Abraham a Sancta Clara (* 2. Juli 1644; † 1. Dezember 1709 in Wien) Prediger und Schriftsteller
- Hl. Klemens Maria Hofbauer (* 26. Dezember 1751; † 15. März 1820 in Wien) Prediger, Redemptorist und Stadtpatron von Wien
- Seliger Jakob Kern (* 11. April 1897; † 20. Oktober 1924 in Wien)
- Seliger Anton Maria Schwartz (* 28. Februar 1852; † 15. September 1929 in Wien)
- Selige M. Restituta (Helene) Kafka (* 1. Mai 1894; † 30. März 1943 in Wien)
- Selige Hildegard Burjan (* 30. Jänner 1883; † 11. Juni 1933 in Wien)
- Seliger Ladislaus Batthyány-Strattmann (* 28. Oktober 1870; † 22. Jänner 1931 in Wien)
- Seliger Karl von Österreich (* 17. August 1887; † 1. April 1922 in Funchal, Madeira, Portugal)
- Alfons Maria Stickler (23. August 1910 in Neunkirchen (Niederösterreich); † 12. Dezember 2007 in Rom), Kurienkardinal